# Palmdale Regional Airport

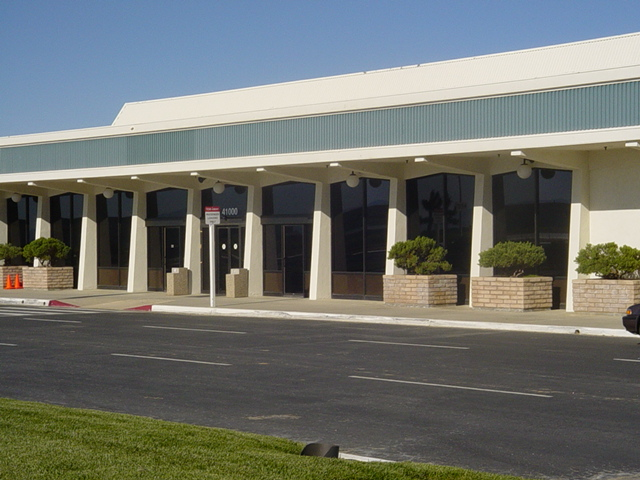
Flygplatsterminalen vid Palmdale Regional Airport, 2005.

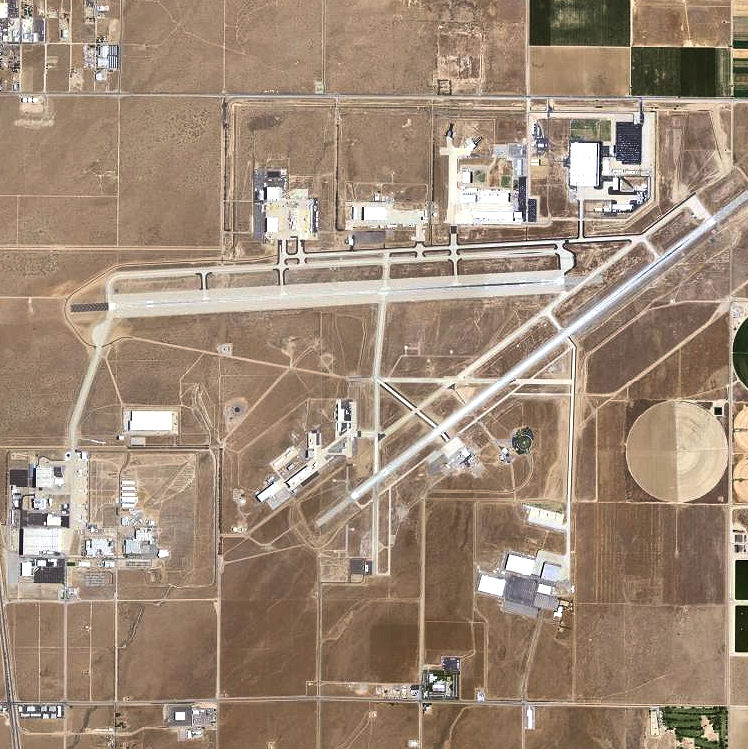
Satellitbild över Air Force Plant 42 och Palmdale Regional Airport år 2006.

Palmdale Regional Airport (IATA: PMD, ICAO: KPMD, FAA LID: PMD) är en regional flygplats som ligger mellan städerna Lancaster och Palmdale i Los Angeles County i Kalifornien i USA, i direkt anslutning till det sekretessbelagda federala området United States Air Force Plant 42. Den används både av offentliga och militära intressen.
Flygplatsen består av en mindre flygplatsterminal; en hangar och två huvudlandningsbanor, 4/22 och 7/25 och båda är mer än 3,6 kilometer långa. Den senare är också byggd för att klara jordbävningar som når upp till 8,3 på Richterskalan. I anslutning till 7/25 finns det även en mindre landningsbana som är egentligen en taxibana och är bara 1,6 kilometer lång. Den går under beteckningen 7/252 och används av stridspiloter som en assault runway för att träna på att lyfta och landa på korta landningsbanor, som bland annat kan krävas i krigszoner.

## Historik
Området började omnämnas i officiell dokumentation med namnet CAA Intermediate #5 i och med andra världskriget och var listad som en landningsbana vid nödsituationer för US Army Air Corps. Efter andra världskriget ansåg US Army Air Corps att landningsbanan var överflödig och sålde den till Los Angeles County med syftet att countyt skulle använda den som en regional flygplats. 1950 bröt Koreakriget ut och USA:s flygvapen tvingades att köpa tillbaka flygplatsen, den här gången i syfte att utveckla och tillverka stridsflygplan. På 1960-talet meddelade stadsmyndigheten Los Angeles Department of Airports (LADA) att man hade avsikt att uppföra en ny storflygplats, som skulle vara fem gånger större än Los Angeles International Airport (LAX), i Palmdale. Den skulle vara USA:s näst största efter Dallas-Fort Worth Airport i Texas. Stadsmyndigheten köpte upp 72 kvadratkilometer (km2) stort område av Plant 42, mest i de centrala och västra delarna av området, i början av 1970-talet. Flygplatsen skulle hjälpa till att reducera passagerarantalen på de andra flygplatserna i Los Angeles County så som Burbank Airport och Van Nuys Airport. 1971 uppförde LADA en flygplatsterminal. Totalkostnaden låg 1988 på mer än 100 miljoner amerikanska dollar, både köpeskilling och årlig underhåll. Uppförandet av storflygplatsen blev aldrig av för att USA:s flygvapen krävde att en klausul skulle ingå, när de motvilligt sålde marken till LADA, om att uppförande av den tilltänkta storflygplatsen kunde bara ske om kommersiell passagerarflygtrafik skulle vara högre än flygplatsens flygplatskapacitet. Flygvapnet och de involverade försvarsaktörerna på Plant 42 använde flygplatsens landningsbanor till bara 25% av flygplatsens kapacitet, därav kunde inte målet uppnås. Kravet på klausulen var endast för att flygvapnet ville inte ha en sån stor flygplats så nära inpå sekretessbelagd försvarsutveckling. På slutet av 1980-talet anklagade LADA flygvapnet om att de medvetet reducerat sina flygningar och lagt dessa på dagtid och när den typiska amerikanska arbetstiden (09:00–17:00) varar för att omöjliggöra att flygningar för pendlare kunde fortsättas från flygplatsen.
2008 tog staden Palmdale över driften av flygplatsen från stadsmyndigheten Los Angeles World Airports (LAWA; före detta LADA) medan 2013 överförde LAWA delar av sitt ägarskap till staden.
Den hade reguljär trafikflyg vid tre tidsperioder, första varade från 1971 och fram till 1985, den andra varade mellan 1990 och 1998 och den tredje och sista var i slutet av 2000-talet. De flygbolag som flög var bland annat America West, Delta Connection, United Airlines och dess regionala flygbolag United Express.